# 下魏特尔斯多夫
下魏特尔斯多夫是奥地利上奥地利州弗赖施塔特县的一个市镇。总面积11.4平方公里，总人口1849人，人口密度162.2人/平方公里（2005年）。